# Wohl denen, die da wandeln

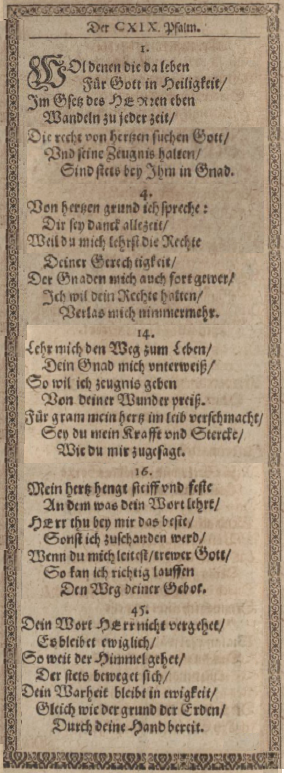
Strophen 1, 4, 14, 16 und 45 der Psalmnachdichtung von Cornelius Becker

Wohl denen, die da wandeln ist ein Kirchenlied der lutherischen Tradition. Der Text geht auf eine Nachdichtung des 119. Psalms durch Cornelius Becker aus dem Jahr 1602 zurück. Die Melodie komponierte Heinrich Schütz 1661.

## Entstehung und Rezeptionsgeschichte
Der Leipziger Theologieprofessor und Pfarrer an der Nikolaikirche Cornelius Becker nutzte eine unfreiwillige Beurlaubung, um, als lutherisches Gegenstück zum reformierten Genfer Psalter, eine vollständige „Bereimung“ der Psalmen zu schaffen. Die 176 Verse des hebräischen Abecedarius Ps 119,1–176  gab er in 88 siebenzeiligen Strophen wieder; die originale Anfangszeile lautet „Wol denen die da leben Für Gott in Heiligkeit“.
Für seine neuen Texte sah Becker bekannte Melodien des lutherischen Repertoires vor. Zu Wol denen die da leben machte er die Melodieangabe „Hilff Gott das mir gelinge“, eine Singweise, die erstmals in einem Leipziger Gesangbuch von 1545 erschien und im Evangelischen Gesangbuch in einer späteren Form mit dem Text „Wenn meine Sünd′ mich kränken“ enthalten ist (Nr. 82). Beide Lieder sind für die Passionszeit bestimmt und ihre modale Melodie hat Mollcharakter.
1628 gab Heinrich Schütz sein Chorbuch Psalmen Davids mit neuen Melodien und vierstimmigen Sätzen zu Beckers Texten heraus, darunter auch eine Melodie zu Psalm 119. In der revidierten Ausgabe von 1661 verteilte Schütz die 88 Strophen des Liedes dann auf acht von ihm komponierte Melodien. Die dritteⓘ von diesen, ursprünglich für die Strophen 21–32 bestimmt, ist die in heutigen Gesangbüchern enthaltene. Sie zeichnet sich im Vergleich zu Schütz’ sonstigem Melodienschaffen durch Schlichtheit und rhythmische Regelmäßigkeit aus. Mit ihrer Stimmung heiteren Vertrauens gibt sie dem Textinhalt passenden Ausdruck.
Die Psalmen Davids in der Vertonung von Heinrich Schütz wurden lange in hohen Auflagen gedruckt und von Chören gesungen. In den Kirchengesangbüchern der Zeit finden sich jedoch nur wenige der Lieder. Auch Beckers 88-strophige Fassung von Psalm 119 war für den Gemeindegesang ungeeignet. Erst um die Wende zum 20. Jahrhundert schuf der Zürcher Pfarrer Theodor Goldschmid (1867–1945) eine vierstrophige Fassung, die durch Otto Riethmüllers Liederbücher der Zwischenkriegszeit weite Verbreitung fand.
Das Evangelische Kirchengesangbuch von 1950 enthält Beckers Strophen 1, 4, 16 und 45 in überarbeiteter Form (Nr. 190), ebenso das Evangelische Gesangbuch von 1993 (Nr. 295) – dort ist auch der vierstimmige Chorsatz von Heinrich Schütz abgedruckt – und das Mennonitische Gesangbuch (Nr. 394). Ebenfalls fünfstrophig mit diesem Chorsatz findet sich das Lied im Gesangbuch der Evangelisch-methodistischen Kirche.
Das schweizerische katholische Kirchengesangbuch (1966) übernahm, etwas bearbeitet, die ersten beiden Strophen der EKG-Fassung. Ins Gotteslob (1975) wurde eine dreistrophige Fassung aufgenommen, die außer Beckers Strophen 1 und 45 als Mittelstrophe eine Kombination aus Beckers Strophen 14 und 19 bietet (Nr. 614). Das Gotteslob von 2013 enthält (wie bereits das KG und das RG von 1998) diese sowie alle vier Strophen des EG (Nr. 543; ö-Fassung).

## Inhalt
Wie der biblische Psalm 119 ist Beckers Liedfassung eine Seligpreisung: „Wohl denen“, das heißt: auf dem Weg zur Fülle des Lebens sind die, die sich an Gottes Wort ausrichten und damit Gott selbst in ihrem Dasein gegenwärtig sein lassen. Das „Wort“ ist hier die Tora, nicht als einengendes Gesetz verstanden, sondern als raumschaffende Weisung weit über fixierte Buchstaben hinaus. Und wie im Psalm wird im Lied aus dem Heilsruf über alle Hörer ein Gebet des Einzelnen, der seinen vertrauenden Gehorsam bekennt und zugleich darum bittet.

## Heute gebräuchlicher Text
1. Wohl denen, die da wandeln

vor Gott in Heiligkeit,

nach seinem Worte handeln

und leben allezeit.

Die recht von Herzen suchen Gott

und seiner Weisung folgen,

sind stets bei ihm in Gnad.

2. Von Herzensgrund ich spreche:

Dir sei Dank allezeit,

weil du mich lehrst die Rechte

deiner Gerechtigkeit.

Die Gnad auch ferner mir gewähr,

zu halten dein Gebote;

verlass mich nimmermehr.

3. Mein Herz hängt treu und feste

an dem, was dein Wort lehrt.

Herr, tu bei mir das Beste,

sonst ich zuschanden werd.

Wenn du mich leitest, treuer Gott,

so kann ich richtig gehen

den Weg deiner Gebot.

[4. Lehr mich den Weg zum Leben,

führ mich nach deinem Wort,

so will ich Zeugnis geben

von dir, mein Heil und Hort.

Durch deinen Geist, Herr, stärke mich,

dass ich dein Wort festhalte,

von Herzen fürchte dich.]

4./5. Dein Wort, Herr, nicht vergehet,

es bleibet ewiglich,

so weit der Himmel gehet,

der stets beweget sich.

Dein Wahrheit bleibt zu aller Zeit

gleichwie der Grund der Erde

durch deine Hand bereit′.